# Santiago García Aracil

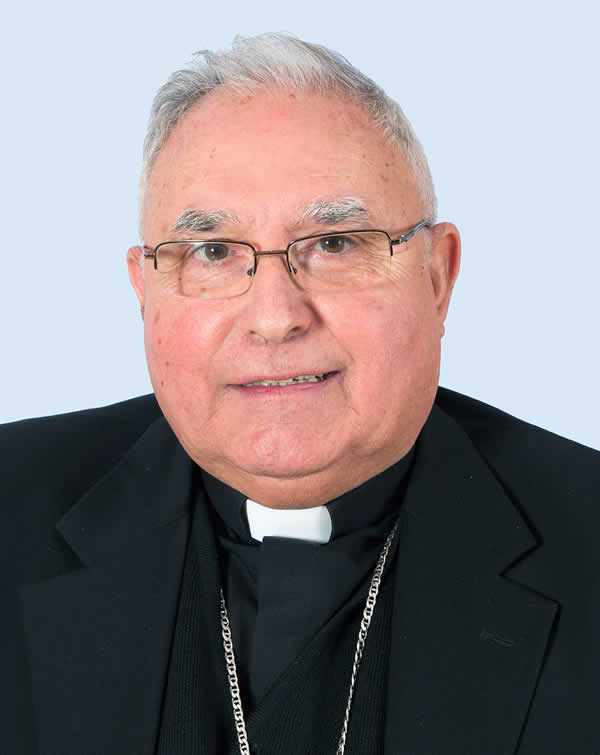
Erzbischof Santiago García Aracil (2016)

Erzbischofswappen

Santiago García Aracil (* 8. Mai 1940 in Valencia; † 28. Dezember 2018) war ein spanischer Geistlicher und römisch-katholischer Erzbischof von Mérida-Badajoz.

## Leben
Santiago García Aracil empfing am 21. September 1963 die Priesterweihe.
Papst Johannes Paul II. ernannte ihn am 20. November 1984 zum Weihbischof in Valencia und Titularbischof von Croae. Der Erzbischof von Valencia, Miguel Roca Cabanellas, spendete ihm am 27. Dezember desselben Jahres die Bischofsweihe; Mitkonsekratoren waren Gabino Díaz Merchán, Erzbischof von Oviedo, und Rafael González Moralejo, Bischof von Huelva. Als Wahlspruch wählte er Spes Mea In Deo.
Am 31. Mai 1988 wurde er zum Bischof von Jaén ernannt. Am 9. Juli 2004 wurde er durch Johannes Paul II. zum Erzbischof von Mérida-Badajoz ernannt.
Im Jahre 2014 geriet Erzbischof García in die spanischen Schlagzeilen, als Priester des Erzbistums sich in einem außergewöhnlichen Schritt an Nuntius Renzo Fratini wandten und ihrem Erzbischof einen luxuriösen Lebensstil und eine teure Renovierung seines Bischofspalais vorhielten. Dies passe nicht zur Not vieler Familien in der Comunidad autónoma Extremadura, wo rund 30 % der Erwachsenen und 60 % der Jugendlichen arbeitslos seien. Das Erzbistum bestritt in einer Erklärung, dass die Vorwürfe der Priester berechtigt seien.
Papst Franziskus nahm am 21. Mai 2015 seinen altersbedingten Rücktritt an.